# MAO (漫画)
『MAO』（マオ）は、高橋留美子による日本の漫画作品。『週刊少年サンデー』（小学館）にて2019年23号から連載中。『境界のRINNE』連載終了から約1年5か月ぶりの作品である。2021年10月時点で単行本の累計発行部数は120万部を突破している。

## 連載までの経緯
『境界のRINNE』の連載終了後、新作をダークファンタジーにしたいと考えて担当編集者と話し合い、「呪い」をテーマにして生まれたのが本作である。今まで描いてきた少年漫画の主人公とは定型を外したヒーローにしたいと思い、主人公の摩緒をクールなキャラクターにした。また、物語を動かすのは摩緒であり、ヒロインの菜花はそのバディ的な関係にしている。最終的な落としどころは既に決まっているが描き切れていない謎が沢山あり、本作も今までの連載作品と同様に長丁場の物語になるかもしれないと答えている。

## あらすじ
女子中学生の黄葉菜花は8年前、家族が陥没事故に巻き込まれ「死んだことがある」。偶然にも呼吸停止の状態で発見され難を逃れたが、両親を亡くした。
何事も無く過ごしていた菜花だが、ある日、ユーレイが出ると噂の五行町のシャッター街へ同級生と行ったところ、一人妖怪だらけの街に紛れ込んでしまう。襲われる菜花の元に現れたのは摩緒という名の男と、その付き人・乙弥だった。大怪我をした菜花を治療した摩緒は、お前は妖（あやかし）だと指摘する。自分の世界に一人戻った菜花には超人的な力が目覚めていた。再び異世界の門を越えた菜花は、摩緒が陰陽師だと知り、彼と話すうちに幼少期の事故が化け物のせいだと思い出す。そしてこの世界が違う世界ではなく大正12年5月8日ということに気付く。それから、菜花が陥没事故に巻き込まれたその日に起きた、関東大震災が近付いていく。

## 登場人物
声の項はテレビアニメにおける声優。

### 主要人物
摩緒（まお）
声 - 梶裕貴
本作の主人公。陰陽師。長髪で少年〜若い男性の姿をし、左目の下には涙の流れた跡のような傷痕があり、背中には三本の大きな爪痕のような呪いの刻印を持つ。一人称は「私」。性格は落ち着いているように見えるがマイペース気味。思い立ったら、即行動する。決して冷たいわけではないのだが、助けを求めて逃げてきた菜花を「大丈夫だと思ったから」という理由で助けずに傍観しているなど、少々我関せずといったところがある。猫鬼を探し退治することが目的で妖と戦うこともあるが、猫鬼以外のことには興味を示さない。陰陽術の知識が豊富で、対処も的確だが、かなり菜花に頼っている面もあり、そのために、彼女から反感を食らうことも多々ある。
過去に「師匠」の宝物殿に入り込んだ猫鬼と対峙し、呪いを受ける。その際、猫鬼の体が自身の体に融合してしまった。その時に猫鬼が人の寿命を操る術を会得してしまったため、摩緒もまた不老不死のような存在になり、1923年で900年以上生きている。しかし限界が近づいている模様。当時は黒髪だったが、猫鬼の呪いを受けてからは、前髪は白髪になり、後ろ髪にも白髪が混じるようになる。彼の血には猫鬼の血の毒が混じっているため、彼の血に触れた妖は溶けてことごとく骨と化してしまう。それを見越して、わざと自分の血を妖に吸わせて倒すこともある。
兄弟子の百火によると、平安時代の頃は、不真面目で呪法もろくに使えなかったという。呪いが好きではなく、御降家に大勢いた弟子の中でも末席で修業した日数も少なかったため、呪禁の秘法の後継者決定のための生贄に選ばれ、表向きは後継者として、師匠から不吉の刀と言われる『破軍星の太刀』を授かった。その刀は昔、猫鬼と闘う際に摩緒が使った刀であり、その刀もまた、猫鬼に呪われてしまったため、猫鬼に呪われている摩緒と菜花以外の者は持つことさえできない。刀は、盗まれても、手放しても、摩緒の元に帰ってくる。
また、持ち歩く鞄には、薬など様々なものが入っている。
陰陽師としての霊力があるが、猫鬼に呪われたことから妖力も持っている。普段は、陰陽術を用いて戦うが、妖力を使う時や猫鬼のそばにいるときは猫目（縦長の赤い瞳）になる。また、妖化すると化け猫のような姿になる。これは融合してしまった猫鬼の体であり、その姿こそが菜花が出会った化け物の正体だった。また、妖化している間は、意識はほとんどなくなる。
菜花と初めて出会った際、彼女に妖力があることを見抜き、成り行きで行動を共にする。菜花が自分と同じく猫鬼に呪われていることがわかると、彼女曰く、手下同然にこき使い、潜入捜査や囮役など危険な役目も負わせている。しかし、一方では猫鬼に狙われている彼女の身を案じ、解毒剤や護り石や術書などを渡している。「一人でも身を守れるように、闘い方を教えておきたい」という想いから、菜花を一緒に闘わせているが、彼女からは、「雑に扱われている」と思われている。菜花と共に過ごしてる内に「一緒に居ると落ち着く」「私にとっての光」と彼女を強く意識するようになるが本人は自覚していない。
五行町の商店街で、妖怪専門の診療所を開業する。乙弥によると、摩緒はもともと壊す方より治す方が得意だったらしい。
師匠の娘・紗那に一途な思いを寄せており、後継者となったことから紗那と夫婦になる予定だった(ただし本人にその気はなく、大五との関係を応援していた)。しかし、上述の猫鬼の呪いを受けた際に紗那を殺してしまったと思っており、その真相を解明すべく生き続け、旅を続けている。
黄葉 菜花（きば なのか）
声 - 川井田夏海
本作のヒロイン。ショートカットで太眉よりの少女。一人称は「私」。性格は、活発で素直で勇気がある。気が強い反面、乙女思考なところがあり、何かと一緒に闘わせようとする摩緒に対して「扱いが雑」「守ってほしい。」と思っている。
小学1年生の2011年9月1日正午、陥没事故に遭遇し、関東大震災の最中の1923年9月1日に引き寄せられる。そこで猫鬼に出逢い毒の血を浴びたことで呪われてしまう。それによって呼吸停止にまでなったが生き延び、猫鬼の器たる妖力を得てしまう。その事故により両親を亡くしたため、以降、祖父と魚住の三人で暮らす。
普段は、スムージーによって妖力を封じられていたために、活発そうに見えても運動音痴で足が遅く身体が弱いと自己認識していた。しかし、タイムスリップした際、摩緒に「解毒」されたため、妖的な身体能力が目覚める。その真相を知るために、大正時代と現代を行き来する生活が始まった。大正時代と現代は時間の流れが不定期で極端に違う為、学校には入退院を繰り返していると誤魔化しており学業成績は低下する一方である。
摩緒同様に妖を溶かす血の毒を持っており、摩緒の持つ『破軍星の太刀』を使えたことから、猫鬼に呪われていることがわかり、摩緒と行動を共にするようになる。陥没事故のショックで当時の記憶が飛んでいたが、摩緒の「解毒剤」を飲んだことでその当時の記憶を取り戻した。関東大震災の最中、幼いころの自分と邂逅し猫鬼に呪われた経緯を知り、魚住からその後の真相を聞かされる。
猫鬼に摩緒の次の新たな器として狙われているため、大正時代で猫鬼と闘う術を身に着けるよう摩緒に勧められる。しかし、積極的に戦おうとは思っておらず、摩緒に無理やり戦わせられている。身の危険を感じたときや猫鬼の近くにいるときは、妖力を発揮し身体能力が驚異的に向上する。そのときは、摩緒同様、猫目になる。土属性であるため、水属性の陰陽術に強く、木属性の陰陽術に弱い。現代にいる間は、猫鬼から身を隠すため、今まで通りスムージーにより妖力を封じている。
術の才能や知識はなく、摩緒が与えた基本的な九字印の術書にも手をつけないため、摩緒や乙弥からも度々呆れられている。猫鬼の血が覚醒すると身体能力が飛躍的に上がるが、戦闘方法は当初は単純な近接法のため、相手にいなされてしまうことも多かったが妖刀『地血丸』を手に入れてからは自らの猫鬼が混ざった血を吸わせて土属性の気を放ちある程度の妖怪なら対処できるようになった。
乙弥（おとや）
摩緒のもとで下働きをしている少年。一人称は「手前」で、敬語で話す。帽子を被り幼い少年の姿をしていて、常に冷静沈着で無表情。手には櫂のようなものを持っている。
正体は式神であり、摩緒が小さな人形に霊力を込めて作ったもの。摩緒と常に行動を共にして助手のような働きをしている。蠱毒の壺を風呂敷に入れて持ち歩いている。
菜花と行動することも多いため、彼女からは「頼りになる。」と言われている。
胴体が切り離されても、摩緒の特殊な術により再生できる。
猫鬼（びょうき）
摩緒と菜花を呪う最凶の猫の蟲毒で、尾が七又に分かれている。一人称は「儂」。人の体を乗っ取り生きる。灰丸が変幻した姿。
宝物殿の秘伝書を喰い、人の寿命を操る術を会得する。摩緒に乗り移ろうとした際、首を刎ねられ、体だけが摩緒に融合したため、現在は首から上だけの姿になっている。体が摩緒に融合しているため、首を傷つけても倒すことはできない。
結界を張った五行町にさらに結界を張り隠されていた教会の下にある要石の下で、何百年も眠っていた。教会の結界を守っていたノミの妖が全滅したことで、要石がむき出しになり、関東大震災によって要石が消失したことで、地上へ出てきた。摩緒と対峙し左目を負傷する。その直後、大正時代に引き寄せられた幼い菜花を呪い、現代に逃亡する。菜花を育ってから器にしようと考え、菜花の祖父の寿命を操った。
猫鬼の呪いにより摩緒も生き延びているため、倒したときには摩緒の命も絶たれると見られている。
モチーフは蠱毒術から生まれる中国妖怪の猫鬼（貓鬼（マオグイ））。

### 摩緒の兄弟子
百火（ひゃっか）
声 - 下野紘
摩緒の兄弟子。火属性の陰陽師の少年。一人称は「俺」。呪禁道の真の後継者候補の一人。
火の呪術の名家の出身。
態度が大きく自信家だが、火の術者としての実力は非常に高く、白眉を何度も退けている。摩緒より年下であるが、摩緒より十日早く屋敷に入ったため、兄弟子である。蟲物に火を纏わせて操るのが得意で、赤とんぼや雀、蛾などを使役する。また、手製のダイナマイトを作ることもできる。水属性の陰陽術に弱く、金属性の陰陽術に強い。
平安時代では、蟲物を屋敷の外に取り逃がしたり、屋敷に火をつけたりして、よく叱られていた。摩緒が後継者に選ばれて間もなく、師匠に五色堂に呼び出され、妖怪だらけの部屋に閉じ込められて、「摩緒を呪い殺すか」、「ここで死ぬか」の2択を迫られた。
大正時代では、「火の首使い」として旅芸人一座に身を寄せていただが、猫鬼が復活したことでなついていた髑髏がみんな逃げてしまったため、一座を去った。凌雲閣にて摩緒と再会し、摩緒が後継者に選ばれた経緯を語る。「摩緒が猫鬼と手を組んだ」と誤解しており、「摩緒が紗那を殺した」と思っているため、摩緒に決別を言い放つ。しかし、その後兄弟子の誰かが自分たち（本当は摩緒だけだった）を探していることを知り、摩緒に助けを求めてくる。
当時は長い黒髪を後ろで束ねており双眼だったが、大正時代では前髪は白髪に、後ろ髪にも白髪が混じった短髪となっている。また、右目は隻眼であり、眼帯を付けている。この右目は、白眉との戦いで傷つけられた。死んでもなぜか何度も生き返る。
明治時代の日露戦争の頃は農村で百姓として生活していたが、大正時代はうどん屋を営んでいる。
華紋（かもん）
声 - 豊永利行
摩緒の兄弟子。木属性の陰陽師。一人称は「僕」。優男。呪禁道の真の後継者候補の一人。言葉遣いは丁寧で、礼儀正しく、気遣いも忘れない。しかし、敵とみなした相手には、容赦がない。自分の見たことしか信じず、過去のことにも無関心。植物を操るのが得意で、大きな鎌を携えている。また、背広に着けている花には催眠作用があり、これを使って相手に知り合いであると思わせることが出来る。
百火同様、摩緒が後継者に選ばれて間もなく、師匠に五色堂に呼び出され、妖怪だらけの部屋に閉じ込められて、「摩緒を呪い殺すか」、「ここで死ぬか」の2択を迫られた。屋敷が焼け落ちた日、逢引で屋敷の外に出てたため、何があったのかは知らない。
また、右目の下には、小さな傷痕がある。自分が生き続けている理由は分かっていない。
大正時代では、「朽縄」という偽名を使っている。種彦に雇われ、彼の悪事の後始末をしていた。貂子に引き裂かれそうになった種彦を助け、貂子を殺そうとしたところで摩緒と再会する。雇い主が種彦の父親に変わっていたため、種彦を殺し、貂子を解放する。
京都で、御降家を名乗る集団がいることを知る。
同じ陰陽師である真砂とは相思相愛の仲だったが、真砂は後継者争いに巻き込まれ、殺される。
紅子（べにこ）
華紋の式神。形代は、牡丹の花びら。頭の左側に牡丹の髪飾りを付けた、着物姿で髪を三つ編みにした女性の姿をしている。
不知火（しらぬい）
摩緒の兄弟子。水属性の陰陽師。一人称は「おれ」。関西弁で喋る（平安時代の頃は普通の口調で喋っていた）。陰陽術の能力はお世辞にも高くなく、摩緒からも「眼中にない」と言われていた。泰山府君の秘宝を手に入れるために摩緒のことを付け狙う。
白眉（はくび）
摩緒の兄弟子。金属性の陰陽師。一人称は「おれ」。呪禁道の真の後継者候補の一人。百火の右目を奪った張本人。銀の帯で敵を切り裂く戦法を得意とする。また、機械の案山子を自在に操ることも出来る。実力が高く師匠からの信頼も厚かった。性格は傲慢で弟弟子の百火のことを小童と見下している。左腕は義手になっており、銃を仕込んでいる。この腕は百火との戦いにより失った。
真砂（まさご）
摩緒の姉弟子。水属性の陰陽師。華紋とは相思相愛の仲。
呪禁道の真の後継者候補の一人であったが、五色堂には行かず、屋敷から逃げているところを不知火に見つかる。その後、何者かによって呪い殺される。
夏野（なつの）
摩緒の姉弟子。土属性の陰陽師。薬箱のようなものを背負っている。巨大な土人形を作り、操ることができる。
土の術者の中では大五と一、二を争う実力者であり、呪禁道の真の後継者候補の一人として五色堂に呼ばれた。
紗那の死に際を見た唯一の人物であり、摩緒に真実を明かす。
病気により瀕死寸前だったが、ある者との契約により生きながらえている。
大五（だいご）
摩緒の兄弟子。土属性の陰陽師。褐色で神秘的な色の瞳をしている。
摩緒とは出自が同じであり、幼い頃から兄弟のように一緒に育った。摩緒に慕われており、彼を屋敷に誘った張本人。
紗那とは相思相愛の仲であり、土の術の実力者だったが、何者かによって暗殺される。

### 大正時代
貂子（てんこ）
貂の妖。摩緒が行きつけのミルクホールの女給。街の怪奇事件などの情報を仕入れ、摩緒に提供している。
摩緒のことは「摩緒先生」と呼ぶ。
小夜子（さよこ）
子爵の屋敷で働いていた。
蜘蛛女（くもおんな）
その名の通り、蜘蛛の妖怪。子爵を操っていた本人。若い美男子の首ばかりを狙っていた。最後は妖怪化した菜花に倒された。
子爵（ししゃく）
館の元主人。顔を包帯で隠していた。すでに体は死んでいて、蜘蛛女に操られていた。
鐘呼（しょうこ）
新興宗教「鐘臨教」の教祖。幼いころは、いろんなものが視え、小さな占い所を開いた。しかし、歳を取るにつれ、視えなくなってきた。今の彼女に診えているのは、この世の終わり（関東大震災）のみである。
猫鬼と同じ「寿命を操る」事が出来ると言われていたが、それは紛れもない嘘っぱちだった。摩緒たちに真実を知られ、宗玄ともども警察に自首した。その際、関東大震災の予言を残していった。
宗玄（そうげん）
鐘呼の父親。依子の父親を殺した張本人。
鍾呼が年につれ視えなくなったことを教団に隠すため、彼女の嘘の予言を実現させようと様々な人を殺していた。
密教の呪法によって召喚した鬼神を、「呪い返し」の呪法によって、摩緒に返される。その後、鍾呼とともに警察に自首した。鍾呼によると、彼の寿命は間もなく尽きるらしい。
依子（よりこ）
宗玄に父親を殺された娘。摩緒に恋するも、「（摩緒先生は女性の）好みが厳しいから好きになってはダメ」と貂子に釘を刺される。
ノミの妖（ノミのあやかし）
猫鬼の結界の守人。シスターのような格好をしている。
茨木 種彦（いばらぎ たねひこ）
関東大震災の後、敷地を避難民に開放している、茨木家の子息。
身寄りのない若い女をさらって犯し、首を絞めて殺していた。これは、震災の前からやっていたことで、そのたびに家の力でもみ消していた。しかし、それももう限界になったため、父親に見限られ、朽縄（華紋）に殺された。
美哉子（みやこ）
華族のお姫様。ドレスを着た女性。京なまりで話す。
大病を患っていたが、人づての人づてで頼んだ御降家の陰陽師のおかげですっかり回復した。しかし、本当は死んでおり、不完全な術をかけられたことで、生きているように見せられている。彼女の足元は水でぬれており、ミイラのような姿となっているが、本人も周りも死んでいることに気づいていない。

### 現代
中川 結（なかがわ ゆい）
菜花のクラスメイトの少女。ポニーテールの髪型が特徴。
白羽（しらは）
菜花のクラスメイトの少年。黒縁眼鏡をかけている。現代における菜花の協力者。調べ物が得意で、菜花のことが好きな様子。
菜花に五行町の陥没事故について尋ねられ協力する。その後も、菜花に依頼され、さまざまなことを調べるが、菜花からは詳しいことは聞かされていない。
おじいちゃん
菜花の父方の祖父。現在菜花と共に暮らしている。
菜花が陥没事故に巻き込まれた8年前のその日、危篤だったが、幼い菜花を守り育てる者が必要だったため、猫鬼に寿命を操られ命を取り留める。現在は、菜花のためにだけ生きており、菜花がいない間はほとんど動かないか眠っている。菜花が何日もいなくなったことを心配しているが、問い詰めるようなことはしていない。
魚住フナ（うおずみふな）
菜花と共に住む家政婦。その正体は、猫鬼に狙われた菜花を守るために、摩緒が現代に送った守護の式神。形代が魚の形だったため、魚のような見た目をしている。
彼女の特製スムージーは、妖力をそぎ落とし気配を消す効果がある。菜花は毎回様々なボキャブラリーで涙を流しながら「死ぬほどとんでもなく不味い」と評している。
菜花のことは「菜花お嬢さま」、菜花の祖父のことは「だんな様」と呼んでいる。

### 御降家
師匠（ししょう）
摩緒、百火、華紋の師匠。紗那の父親。顔の右側には、鬼神の口らしきものが憑いており、それを隠すために仮面をつけていた。
昔、呪殺の闘いを勝ち抜き生き残ったことで、呪禁の秘宝を受け継いだ。
摩緒を呪禁の秘術の生贄とするため、彼に破軍星の太刀を授けた。その後間もなく、五色堂に五人の弟子を招き、真の後継者決定のために、摩緒を呪い殺し、殺しあわせようとした。
宝物殿に入った猫鬼に殺されたと思われている。
紗那（さな）
師匠の娘。灰丸の飼い主であり、よく抱いている。摩緒の想い人。美人で聡明。優しい性格で、誰にでも分け隔てなく接するため、摩緒や百火ら屋敷の者たちからも慕われていた。
摩緒の兄弟子・大五とは相思相愛の仲であったが、大五は何者かによって殺される。
摩緒が後継者に選ばれたため、彼の妻になるはずだった。屋敷が焼け落ちた日、摩緒によって殺されたかと思われていたが、実は別の何かによって心臓を掴み出され、殺される。
幽羅子とは容姿が同じだが、別人である模様。
灰丸（はいまる）
紗那の飼い猫。摩緒と紗那以外の人間には懐いていなかった。
藻久不によって蟲毒の穴に入れられるも生き残り、猫鬼へと変幻させられる。
藻久不（もくず）
御降家の下働きだった男。何の企みもなくただ陰陽師に憧れ、弟子たちによく術を教えてくれと頼んでいた。
御降家の弟子の何者かに術を教わり、その代わりとして灰丸を猫鬼にした。しかしその後、猫鬼が泰山府君の秘伝書を食べ、摩緒に乗り移ろうとしたのは、彼にとっては不測の事態だった。
大正時代では、泰山府君の秘術が目的で摩緒を探すため、亀と蛙の式神を使役し、人間を呪い、次々に蛙に変えていた。摩緒の仕掛けた罠によって誘き出される。魚が詰まった巨人の姿となって摩緒の前に現れ、摩緒を飲み込み、百火共々京（みやこ）へ連れて行こうとする。彼の本体は、巨人の体内で水球に包まれていたが、猫目となった摩緒の斬撃を浴びたことで、巨人の体が消滅、本体も外へはじき出された。灰丸を猫鬼にした経緯を語ったのち、体は溶けて、骨と化した。摩緒によると、「最初から死んでいた」らしく、何者かによって亡骸のまま操られていた。

## 書誌情報
- 高橋留美子『MAO』小学館〈少年サンデーコミックス〉、既刊25巻（2025年8月18日現在）
  1. 2019年9月18日発売[5]、ISBN 978-4-09-129310-7
  2. 2019年11月18日発売[6]、ISBN 978-4-09-129446-3
  3. 2020年1月17日発売[7]、ISBN 978-4-09-129547-7
  4. 2020年5月18日発売[8]、ISBN 978-4-09-850078-9
  5. 2020年8月18日発売[9]、ISBN 978-4-09-850174-8
  6. 2020年10月16日発売[10]、ISBN 978-4-09-850266-0
  7. 2021年1月18日発売[11]、ISBN 978-4-09-850385-8
  8. 2021年3月17日発売[12]、ISBN 978-4-09-850395-7
  9. 2021年7月16日発売[13]、ISBN 978-4-09-850531-9
  10. 2021年10月18日発売[14]、ISBN 978-4-09-850723-8
  11. 2022年1月18日発売[15]、ISBN 978-4-09-850867-9
  12. 2022年3月17日発売[16]、ISBN 978-4-09-851008-5
  13. 2022年6月17日発売[17]、ISBN 978-4-09-851151-8
  14. 2022年10月12日発売[18]、ISBN 978-4-09-851262-1
  15. 2023年1月18日発売[19]、ISBN 978-4-09-851534-9
  16. 2023年4月18日発売[20]、ISBN 978-4-09-852029-9
  17. 2023年8月18日発売[21]、ISBN 978-4-09-852614-7
  18. 2023年11月17日発売[22]、ISBN 978-4-09-853012-0
  19. 2024年2月16日発売[23]、ISBN 978-4-09-853112-7
  20. 2024年5月17日発売[24]、ISBN 978-4-09-853294-0
  21. 2024年8月17日発売[25]、ISBN 978-4-09-853545-3
  22. 2024年11月18日発売[26]、ISBN 978-4-09-853679-5
  23. 2025年2月18日発売[27]、ISBN 978-4-09-854009-9
  24. 2025年5月16日発売[28]、ISBN 978-4-09-854112-6
  25. 2025年8月18日発売[29]、ISBN 978-4-09-854208-6

## テレビアニメ
2026年春よりNHK総合にて放送予定。

### スタッフ
- 原作 - 高橋留美子[4]
- 監督 - 佐藤照雄[4]
- シリーズ構成 - 柿原優子[4]
- キャラクターデザイン・総作画監督 - 菱沼義仁[4]
- 美術監督 - 加藤浩、保木いずみ[4]
- 色彩設計 - 大塚眞純[4]
- CGディレクター - 藤江智洋[4]
- 撮影監督 - 伏原あかね[4]
- 編集 - 新居和弘[4]
- 音響監督 - 菊田浩巳[4]
- 音楽 - 兼松衆[4]
- アニメーション制作 - サンライズ[4]
- 製作 - 「MAO」製作委員会[4]